# 张登岐
张登岐（1958年8月—），原阜阳师范学院院长，后因受贿罪被判刑。
1977年国家恢复高考，安徽师范大学阜阳分校（1978年经国务院批准建立阜阳师范学院）开始招收全日制本科生，张登岐考入该校成为该校第一届本科生。1981年毕业留校任教，先后任中文系副主任、主任，教务处处长、院长助理，阜阳师范学院党委副书记、院长。1991年师从著名语言学家、语文教育家、博士生导师张斌教授作国内访问学者，1993年任副教授，1998年任教授。2003年6月考取上海师范大学博士研究生。
长期从事汉语教学和语法修辞研究，著有《现代汉语修辞专题》、《现代汉语新编》、《汉语合成动词的结构特点》、《实用语文正误辞典》等，主持的“汉语学科主要课程的教学建设”于1997年获安徽省优秀教学成果省级一等奖，多篇论文获安徽省高校人文社科优秀成果奖，2005年荣获国家级教学成果二等奖。1995年被选为首批“安徽省高校中青年学科带头人”，1998年被评为安徽省教育系统劳动模范和全国优秀教师，1999年获曾宪梓育金会授全国优秀教师三等奖，2000年获批享受国务院特殊津贴。同时担任中国语文现代化学会、中国修辞学会理事、安徽省语言学会副会长等学术职务。
因涉嫌在新校区建设中受贿50多万元，于2006年7月24日被逮捕。2007年3月被立案侦查。2007年6月5日，淮北市中级人民法院一审以受贿罪判决阜阳师范学院原院长张登岐（正厅级）有期徒刑10年，没收个人财产5万元。